# Сегура, Джовани
Джовани Сегура (англ. Giovani Segura; 1 апреля 1982; Сьюдад-Альтамирано, Мексика) — мексиканский боксёр-профессионал. Экс-чемпион мира в первой наилегчайшей весовой категории.

## Профессиональная карьера
Дебютировал на профессиональном ринге 28 марта 2003 года, победив по очкам Хесуса Валадеса.
3 ноября 2006 года уверенно победил по очкам колумбийца Карлоса Тамару со счётом 116/112, 117/111 и 118/110.
8 июня 2007 года нокаутировал в 1-м раунде экс-чемпиона мира в минимальном весе колумбийца Даниэля Рейеса.

### Чемпионский бой с Сезаром Канчилой
26 июля 2008 года Сегура вышел на бой против колумбийца Сезара Кончилы за титул временного чемпиона WBA в 1-м наилегчайшем весе. В поединке, продлившемся всю дистанцию, победу одержал колумбийский спортсмен. Счёт судей: 115/112 и 117/110 (дважды) - все в пользу Сесара.

### Второй бой с Сезаром Канчилой
14 марта 2009 года состоялся второй бой между Сегурой и Канчилой. Мексиканец одержал победу техническим нокаутом в 4-м раунде и завоевал титул временного чемпиона WBA в 1-м наилегчайшем весе.
В июне 2009 года Сегуре был присвоен статус регулярного чемпиона WBA в 1-м наилегчайшем весе.

### Успешные защиты титула
25 июля 2009 года победил техническим нокаутом в 6-м раунде филиппинца Хуанито Рубиллара.
21 ноября 2009 года нокаутировал в 1-м раунде филиппинца Сонни Бой Яро.
20 февраля 2010 года победил техническим нокаутом в 3-м раунде панамца Вальтера Тельо.

### Объединительный бой сИваном Кальдероном
28 августа 2010 года Сегура встретился в объединительном поединке с чемпионом мира по версии WBO пуэрториканцем Иваном Кальдероном. В очень зрелищном бою Сегура одержал победу нокаутом в 8-м раунде и объединил титулы.
Для Кальдерона это поражение стало первым в карьере.
Сам поединок был назван "Боем года" (2010) по версии журнала "Ринг".
В ноябре 2010 года Сегура оставил пояс WBA.

### Второй бой сИваном Кальдероном
2 апреля 2011 года Джовани дал реванш Кальдерону, у которого ранее отобрал титул. Сегура нокаутировал пуэрториканца уже в 3-м раунде и отстоял пояс WBO.
После этой победы Сегура оставил пояс WBO и поднялся в наилегчайший вес.

### Чемпионский бой сБрайаном Вилорией
11 декабря 2011 года вышел на бой против чемпиона WBO в наилегчайшем весе американца Брайана Вилории. Действующий чемпион выиграл техническим нокаутом в 8-м раунде.
23 февраля 2013 года победил техническим нокаутом в 9-м раунде своего соотечественника бывшего претендента на титул чемпиона мира в 1-м наилегчайшем весе Омара Саладо.
18 мая 2013 года проиграл по очкам (113/114, 112/115 и 112/116) экс-чемпиону мира в 1-м наилегчайшем весе Эдгару Сосе.
2 ноября 2013 года нокаутировал в последнем, двенадцатом, раунде экс-чемпиона мира в наилегчайшем весе Эрнана Маркеса.

### Чемпионский бой сХуаном Франсиско Эстрадой
6 сентября 2014 года встретился с чемпионом мира в наилегчайшем весе по версиям WBA и WBO Хуаном Франсиско Эстрадой. Потерпел досрочное поражение (техническим нокаутом) в 11-м раунде.

## Титулы
- Временный чемпион мира в первой наилегчайшей весовой категории (WBA Interim, 2009)
- Чемпион мира в первой наилегчайшей весовой категории (WBA, 2009-2010; WBO, 2010-2011)